# Dendrobium glomeratum
Dendrobium glomeratum är en orkidéart som beskrevs av Robert Allen Rolfe. Dendrobium glomeratum ingår i släktet Dendrobium, och familjen orkidéer. Inga underarter finns listade i Catalogue of Life.
Dendrobium glomeratum växer vilt på Sulawesi och Moluckerna i Indonesien.

## Bilder

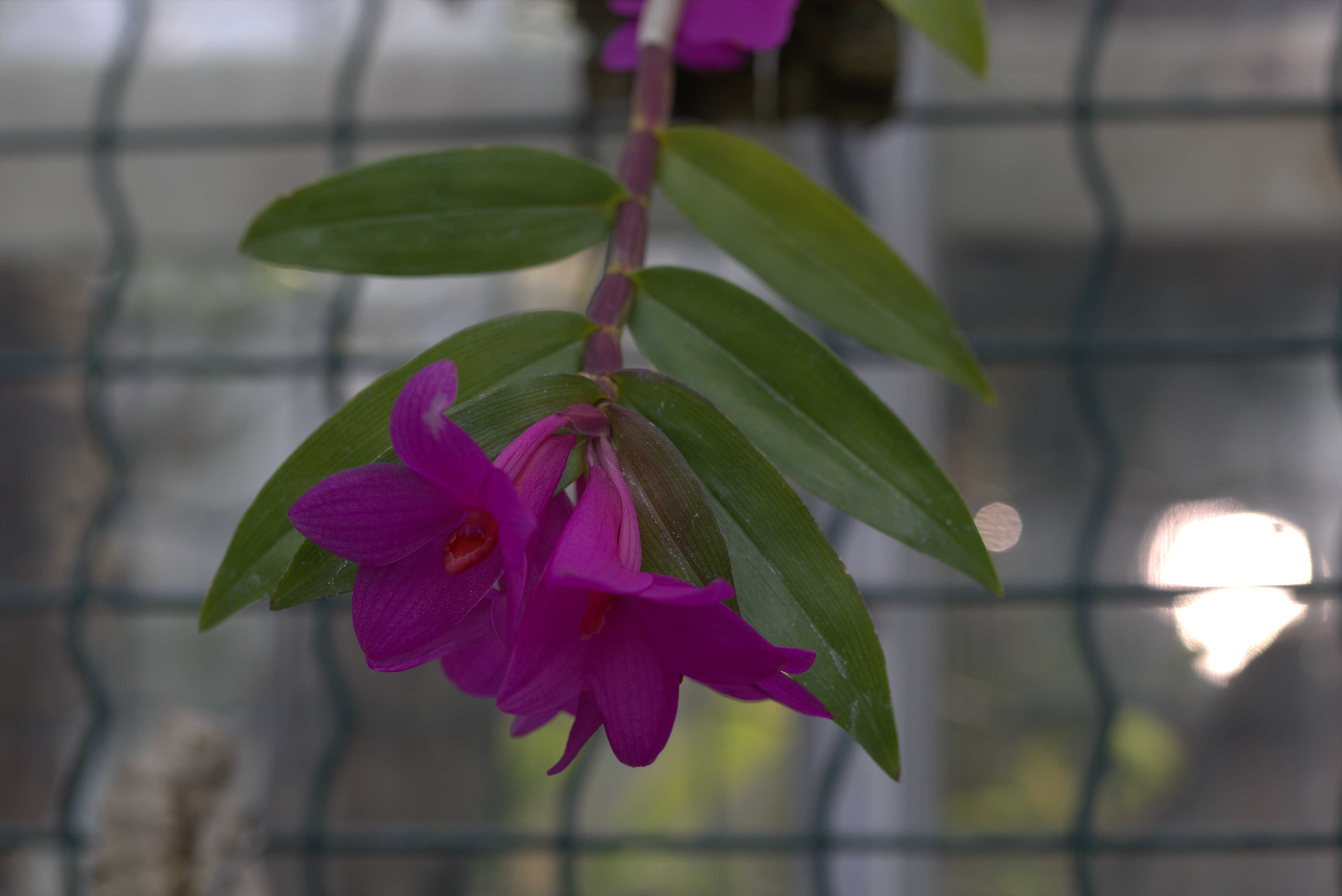
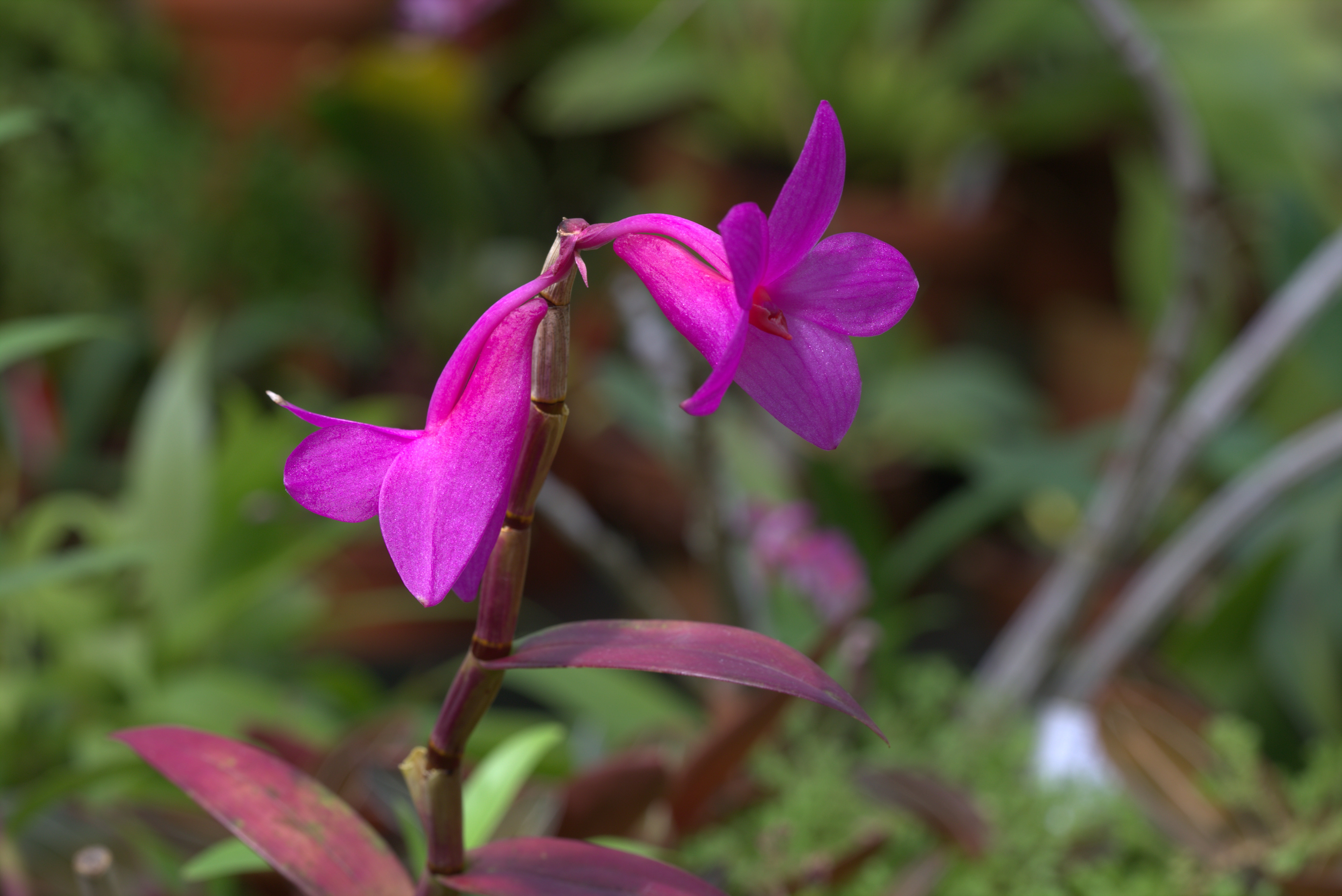
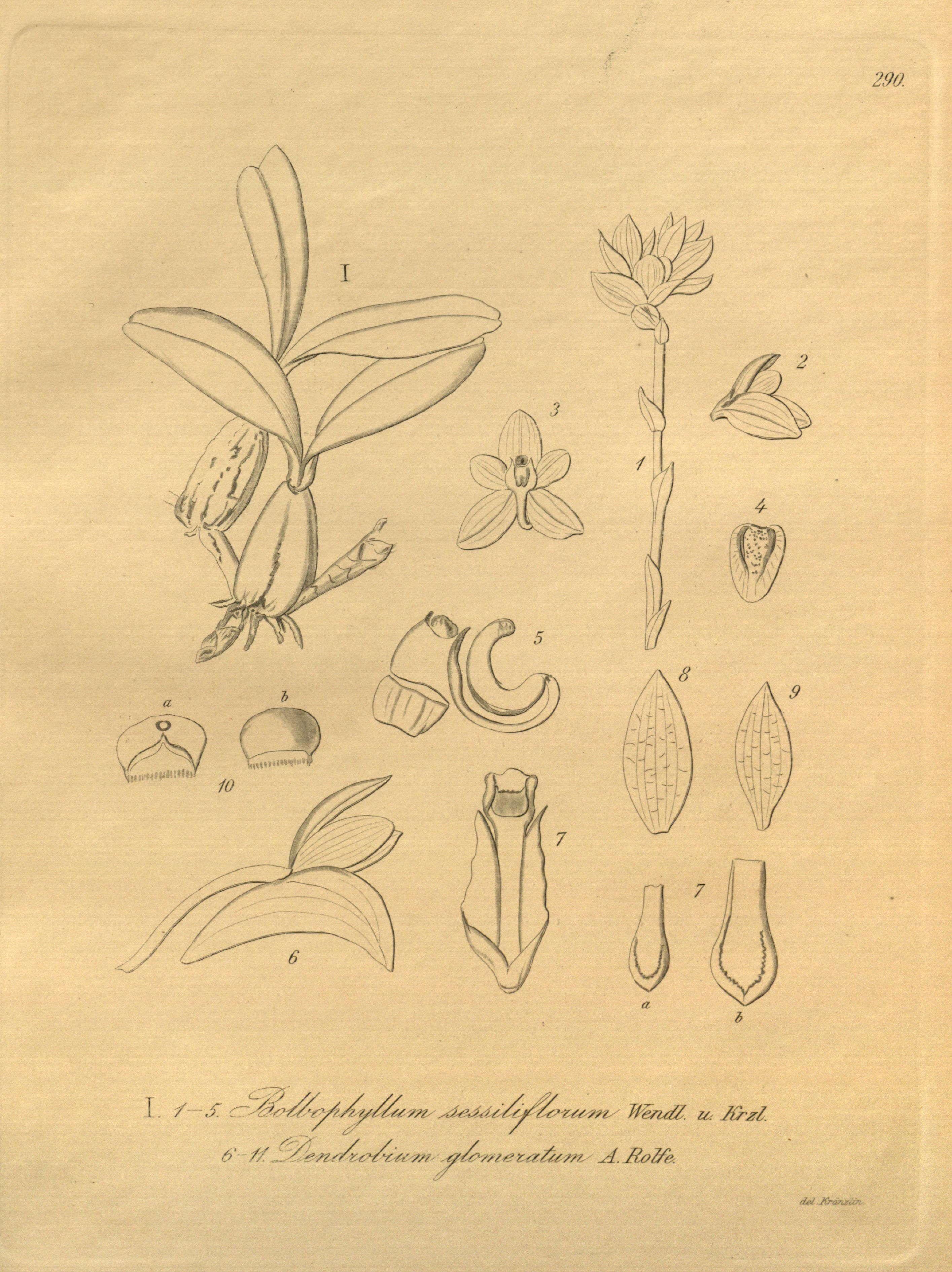